# Asian Rugby Football Tournament
Asian Rugby Football Tournament – oficjalny międzynarodowy turniej rugby union o zasięgu kontynentalnym, organizowany przez Asian Rugby Football Union w latach 1969–2004 mający na celu wyłonienie najlepszej męskiej reprezentacji narodowej w Azji. W imprezie mogły brać udział wyłącznie reprezentacje państw, których krajowe związki rugby były oficjalnymi członkami ARFU.

## Historia
Celem powstałego w 1968 roku Asian Rugby Football Union było zorganizowanie rozgrywek międzynarodowych pomiędzy jego członkami. Kilka miesięcy później, już w 1969 roku, zorganizowano w Tokio pierwszą edycję ARFT, kolejną zaś w następnym roku. Postanowiono wówczas, iż zawody odbywać się będą w cyklach dwuletnich. W całej historii turnieju jedynymi triumfatorami były reprezentacje Japonii i Korei Południowej. Jego następcą został ARFU Asian Rugby Series, który ostatecznie został zastąpiony przez Asian Five Nations.
Trofeum przyznawane triumfatorowi turnieju otrzymuje obecnie zwycięzca Dywizji 1 Asian Five Nations.

## Zwycięzcy
| Edycja | Gospodarz    | Drużyn | Zwycięzca        |
| ------ | ------------ | ------ | ---------------- |
| 1969   | Tokio        | 5      | Japonia          |
| 1970   | Bangkok      | 5      | Japonia          |
| 1972   | Hongkong     | 7      | Japonia          |
| 1974   | Kolombo      | 8      | Japonia          |
| 1976   | Tokio        | 8      | Japonia          |
| 1978   | Kuala Lumpur | 7      | Japonia          |
| 1980   | Tajpej       | 8      | Japonia          |
| 1982   | Singapur     | 8      | Korea Południowa |
| 1984   | Fukuoka      | 8      | Japonia          |
| 1986   | Bangkok      | 8      | Korea Południowa |
| 1988   | Hongkong     | 8      | Korea Południowa |
| 1990   | Kolombo      | 8      | Korea Południowa |
| 1992   | Hongkong     | 8      | Japonia          |
| 1994   | Kuala Lumpur | 8      | Japonia          |
| 1996   | Tajpej       | 7      | Japonia          |
| 1998   | Singapur     | 10     | Japonia          |
| 2000   | Aomori       | 8      | Japonia          |
| 2002   | Bangkok      | 11     | Korea Południowa |
| 2004   | Hongkong     | 12     | Japonia          |